# 山口優夢
山口 優夢（やまぐち ゆうむ、1985年12月28日 - ）は、日本の俳人、新聞記者。
東京都に生まれる。2002年より開成高校の句会「紫雁会」に参加。2003年、第6回俳句甲子園にて団体優勝し、自句「小鳥来る三億年の地層かな」が最優秀句に選ばれる。その後東京大学に進学し、東大俳句会に所属。大学では理学部地球惑星環境学科で火星の地質を研究していた。その後東京大学大学院に進学し、修士課程を修了。2005年、龍谷大学青春俳句大賞大学生部門最優秀賞を受賞。2007年、第四回鬼貫青春俳句大賞優秀賞受賞。
2008年より中原道夫の結社「銀化」所属。2011年、「投函」50句で第56回角川俳句賞を受賞。受賞時24歳で、田中裕明（受賞時22歳）に次いで史上2番目の若さでの受賞であった。同年第一句集『残像』刊行。2012年に俳人の江渡華子と結婚。代表的な句に「台風や薬缶に頭蓋ほどの闇」「あぢさゐはすべて残像ではないか」など。2011年から読売新聞記者として地方勤務をしながら句作を続けている。

## 著書
- 残像（2011年、角川書店）
- 新撰21（共著、2010年、邑書林）
- 抒情なき世代 『新撰21』の20人を読む（評論、2010年、邑書林） - 『新撰21』に収録された、自身を除く20人を論じたもの。